# Krzyżanowice (Silezië)
Krzyżanowice is een dorp in de Poolse woiwodschap Silezië. De plaats maakt deel uit van de gemeente Krzyżanowice en telt 2100 inwoners.